# Pietro Ajosa
Pietro Ajosa (falecido em 1492) foi um prelado católico romano que serviu como bispo de Sessa Aurunca de 1486 a 1492 e bispo de Civita Castellana e Orte de 1474 a 1486.

## Biografia
No dia 24 de Janeiro de 1474, foi nomeado durante o papado deGregório XIII como Bispo de Civita Castellana e Orte . A 4 de Agosto de 1486, foi nomeado durante o papado de Sisto V como Bispo de Sessa Aurunca, onde serviu até à sua morte em 1492. Durante o seu tempo como bispo, foi o co-consagrador principal de Francesco de Noya, Bispo de Cefalù (1485).